# Raimondo Luraghi
Raimondo Luraghi (Milano, 16 agosto 1921 – Torino, 28 dicembre 2012) è stato uno storico e partigiano italiano.

## Profilo biografico

### Nella Resistenza
Nato a Milano, ma torinese d'elezione (sua madre, rimasta vedova, si risposò nel capoluogo piemontese quando era ragazzo), Luraghi fu sorpreso dall'armistizio nel Sud Est della Francia, occupato dalla IV Armata italiana. Sottotenente della Guardia alla Frontiera, acquartierata presso Saint-Martin-Vésubie, aveva già avuto modo di opporsi, con i suoi soldati, ai tedeschi e alle milizie di Pétain, per difendere alcune centinaia di ebrei che avevano trovato un precario rifugio nelle Alpi Marittime. L'8 settembre 1943, insieme al sottotenente Michele Balestrieri (poi fucilato dai nazifascisti) e a un gruppo di suoi soldati, formò un primo reparto partigiano nella zona di San Giacomo di Entracque e il 16 settembre sostenne il primo combattimento.
Nel gennaio del 1944 entrò nelle formazioni Giustizia e Libertà, passando in maggio nella 4ª Brigata Garibaldi comandata da "Barbato" (Pompeo Colajanni), dapprima come Capo di Stato Maggiore e poi quale comandante del Battaglione Arditi, col nome di battaglia di "Martelli". Ferito in combattimento il 29 luglio 1944, fu decorato sul campo di Medaglia d'argento, e poi promosso capitano per meriti di guerra.

### Carriera accademica
Nel dopoguerra fu redattore dell'edizione piemontese dell'Unità. Laureatosi a Torino con Romolo Quazza, con una tesi sull'antifascismo piemontese, fu professore di ruolo di storia e filosofia nei Licei (1954) e poi professore incaricato, ordinario e infine emerito di Storia americana e coordinatore del dottorato di ricerca in Storia delle Americhe nell'Università di Genova. Fu inoltre titolare, benché in qualità di professore a contratto, delle cattedre di Storia americana e di Storia moderna presso la Libera università internazionale degli studi sociali Guido Carli (Luiss) di Roma.
È considerato uno dei massimi studiosi al mondo della guerra civile americana, dei cui aspetti militari ha dato interpretazioni originali suffragate da ricerche col metal detector sui campi di battaglia. La sua opera Storia della guerra civile americana, considerata la miglior opera al mondo in un solo volume sull'argomento, è stata tradotta in inglese ed è diventata un classico anche negli stessi Stati Uniti d'America.
Fu professore invitato in diverse Università nordamericane, da Harvard alla Richmond (Virginia), a Notre Dame (Indiana), all'Università di New York, all'Università della Georgia e anche in quella canadese di Toronto. Nel 1999 ricevette il Premio Roosevelt per la storia navale, per la prima volta assegnato a uno studioso non statunitense. Insieme al capitano cinese Huang Jalin pubblicò la prima traduzione italiana originale di L'arte della guerra di Sun Tzu.
Fu per dieci anni (1990-2000) rappresentante dell'Italia nel Comitato mondiale per la Storia Militare dell'UNESCO. Fu fondatore (1985), primo presidente e poi presidente onorario della Società Italiana di Storia Militare, nonché presidente onorario dell'Associazione Amici della Biblioteca Militare Italiana, presidente dell'Associazione di Studi Canadesi, membro della National Geographic Society, della Society of Military History degli Stati Uniti, dello US Naval Institute. Venne insignito nel 1998 dal Presidente della Repubblica della Medaglia d'oro ai benemeriti della scienza e della cultura; vinse inoltre il Premio Saint Vincent e il Premio Acqui Storia (2008, per La spada e le magnolie. Il Sud nella storia degli Stati Uniti).

### Morte
Dedito fin all'ultimo ai suoi amati studi, morì nella sua casa di Torino il 28 dicembre 2012. Postumo uscì il suo ultimo lavoro, La Guerra civile americana. Le ragioni e i protagonisti del primo conflitto industriale:
(Raimondo Luraghi, Torino, 31 marzo 2012, p. 9)
I figli Silvia e Nino sono diventati entrambi professori universitari: Silvia è docente di glottologia e linguistica all'Università di Pavia dopo aver insegnato all'Università di Torino e a quella di Roma Tre, Nino è Wykeham Professor of Ancient (Greek) History al New College dell'Università di Oxford.

## Opere
- Il movimento operaio torinese durante la Resistenza, Torino, Einaudi, aprile 1958.
- Pensiero e azione economica del Conte di Cavour, Torino, Museo Nazionale del Risorgimento, 1961.
- Ascesa e tramonto del colonialismo, Torino, UTET, 1964. [saggio tradotto in varie lingue, segnalato dall'Accademia dei Lincei]
- Storia della guerra civile americana, Collana Biblioteca di cultura storica n.87, Torino, Einaudi, 1966,  pp. 1395, 47 tavole fuori testo e 72 cartine. - ultima ed. aggiornata, Collana Storia, Milano, BUR, 2009, ISBN 978-88-17-02870-7; ora col titolo La Guerra civile americana. Le ragioni e i protagonisti del primo conflitto industriale, BUR, 2013, ISBN 978-88-170-6305-0.
- Storia universale dei popoli e delle civiltà. Vol. 16: Gli Stati Uniti, Torino, UTET, 1974, 1981, ISBN 978-88-020-2088-4.
- Gli Stati Uniti nell'età della guerra civile, Firenze, Le Monnier, 1978, ISBN 978-88-006-4811-0.
- The Rise and Fall of the Plantation South, New Viewpoints, 1978.
- Storia militare, in Luigi De Rosa (cur.), La storiografia italiana degli ultimi vent'anni. IIIː Età contemporanea, Biblioteca di Cultura Moderna, Roma-Bari, Laterza, 1989, pp. 21–240.
- Marinai del Sud. Storia della Marina confederata nella Guerra civile americana 1861-1865, Collana Storica Rizzoli, Milano, Rizzoli, 1993, ISBN 978-88-173-3528-7.
- Stati Uniti d'America (1963-1988), a cura di E. Pontieri, Piccin-Nuova Libraria, ISBN 978-88-299-1285-8.
- Resistenza. Album della Guerra di Liberazione, Milano, Rizzoli, 1995, ISBN 978-88-178-4400-0.
- Cinque Lezioni sulla guerra civile americana (1861-1865), Collana Il pensiero e la storia n.26, La Città del Sole, 1997, ISBN 978-88-865-2172-7.
- Sul Sentiero della Guerra. Storia delle Guerre Indiane nel Nordamerica, Collana SuperBur Saggi, Milano, BUR, 2000, ISBN 978-88-178-6497-8.
- Eravamo partigiani. Ricordi del tempo di guerra, Collana Saggi, Milano, BUR, 2005, ISBN 978-88-170-0539-5.
- La spada e le magnolie. Il Sud nella storia degli Stati Uniti, Collana Saggi, Roma, Donzelli, 2007, ISBN 978-88-603-6169-1.

### Curatele
- La guerra civile americana, Bologna, Il Mulino, 1978. [antologia di letture]
- Le opere di Raimondo Montecuccoli, voll. I e II, Roma, edizione critica, Ufficio Storico dell'Esercito, 2002. [III vol. a cura di Andrea Testa, 2000]